# Actenoides lindsayi
Actenoides lindsayi, de nome comum martim-caçador-malhado ou guarda-rios-mosqueado é uma espécie de ave da família Alcedinidae. É endémica das Filipinas. Os seus habitats naturais são: florestas subtropicais ou tropicais húmidas de baixa altitude.